# Пиџин Форџ (Тенеси)
Пиџин Форџ (енгл. Pigeon Forge) град је у америчкој савезној држави Тенеси.

## Демографија
По попису из 2010. године број становника је 5.875, што је 792 (15,6%) становника више него 2000. године.
| Група             | 2000.         | 2010.         |
| Белци             | 4.727 (93,0%) | 4.513 (76,8%) |
| Афроамериканци    | 33 (0,6%)     | 64 (1,1%)     |
| Азијати           | 65 (1,3%)     | 122 (2,1%)    |
| Хиспаноамериканци | 188 (3,7%)    | 1.072 (18,2%) |
| Укупно            | 5.083         | 5.875         |